# 平成26年台風第19号
平成26年台風第19号（へいせい26ねんたいふうだい19ごう、アジア名：Vongfong、命名：マカオ、意味：スズメバチ、フィリピン名：Ompong）は、2014年（平成26年）10月3日に発生した台風であり、各地で風雨による影響が出た。

## 概要

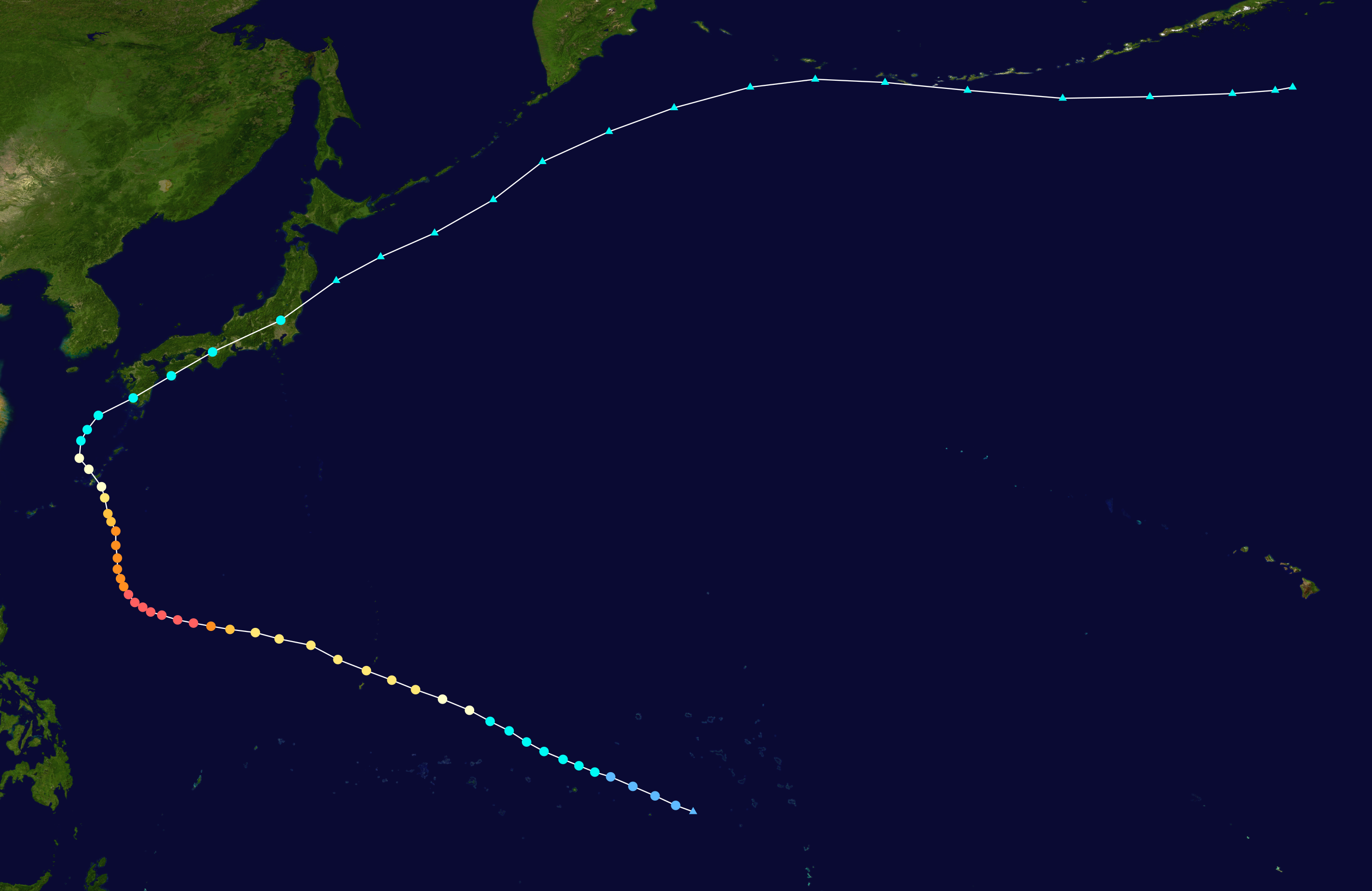
進路図

9月30日にマーシャル諸島付近で形成が始まった低圧部が熱帯低気圧へと成長し、10月2日に合同台風警報センター（JTWC）によって低気圧番号19Wを与えられた。19Wは成長を続け、3日21時（協定世界時3日12時）にマーシャル諸島の北緯8度55分、東経157度35分で台風となり、アジア名ヴォンフォン（Vongfong）と命名。太平洋上を北西に進んだ台風は5日から6日にかけてグアムとマリアナ諸島に大雨と強風をもたらした。
台風は7日から8日の24時間で気圧を65ヘクトパスカル低下させるなど急速に勢力を強め、中心気圧900ヘクトパスカル、中心付近の最大風速60メートル、最大瞬間風速85メートルまで成長した。この急発達は平成25年台風第28号以来である。7日にはフィリピンの監視エリアに達したため、フィリピン大気地球物理天文局（PAGASA）によってフィリピン名オンポン（Ompong）と命名された。台風は9日頃から進路を北寄りに変え、わずかに勢力を弱めながら時速10〜15キロ程の速度を維持したまま沖縄諸島に接近、12日0時半頃に沖縄本島付近を通過した。12日夜から進路を東寄りに変えた台風は速度を上げながら13日8時半頃に鹿児島県枕崎市付近に上陸。その後、同日14時半頃に高知県宿毛市付近に再上陸して、四国を横断。19時半頃に兵庫県淡路島を通過。20時過ぎに大阪府泉佐野市付近に再上陸。日本列島上を東進して14日早朝に福島県南相馬市から太平洋上に抜けたのち、同日9時（協定世界時14日0時）に三陸沖の北緯39度・東経143度で温帯低気圧になった。
| 順位 | 名称                              | 国際名   | 上陸日時                | 上陸地点                         |
| ---- | --------------------------------- | -------- | ----------------------- | -------------------------------- |
| 1    | 平成2年台風第28号                 | Page     | 1990年11月30日 14時     | 和歌山県白浜町南                 |
| 2    | 昭和42年台風第34号                | Dinah    | 1967年10月28日 3時30分  | 愛知県南部                       |
| 3    | 平成29年台風第21号                | Lan      | 2017年10月23日 3時      | 静岡県掛川市付近                 |
| 4    | 平成16年台風第23号                | Tokage   | 2004年10月20日 13時     | 高知県土佐清水市付近             |
| 5    | 昭和30年台風第26号                | Opal     | 1955年10月20日 12時     | 和歌山県田辺市付近               |
| 6    | 昭和54年台風第20号                | Tip      | 1979年10月19日 9時30分  | 和歌山県白浜町付近               |
| 7    | 平成10年台風第10号                | Zeb      | 1998年10月17日 16時30分 | 鹿児島県枕崎市付近               |
| 8    | 昭和62年台風第19号                | Kelly    | 1987年10月17日 0時      | 高知県室戸市付近                 |
| 9    | ルース台風 （昭和26年台風第15号） | Ruth     | 1951年10月14日 19時     | 鹿児島県いちき串木野市（現）付近 |
| 10   | 平成26年台風第19号                | Vongfong | 2014年10月13日 8時30分  | 鹿児島県枕崎市付近               |

## 気象状況
内閣府の資料を基に作成する。

### 大雨
沖縄・奄美と西日本から北日本にかけての太平洋側を中心に大雨や暴風となり、海上は猛烈なしけとなった。
1時間雨量
兵庫県洲本市（洲本）：83.0ミリ（10月13日18時54分まで）
大阪府田尻町（関空島）：79.0ミリ（10月13日19時23分まで）
24時間雨量
沖縄県国頭村（国頭）：514.0ミリ（10月13日19時23分まで）
宮崎県美郷町（神門）：498.0ミリ（10月13日19時23分まで）

### 暴風
最大瞬間風速
沖縄県南城市（糸数）：49.7m/s（10/11日10時01分）
沖縄県うるま市（宮城島）：48.3m/s（10/11日14時53分）
最大風速
沖縄県うるま市（宮城島）：35.1m/s（10/11日14時39分）
沖縄県南城市（糸数）：33.3m/s（10/11日13時32分）

## 影響

### 日本
岩手県から沖縄県までの2府20県で753,111世帯（1,810,923人）に避難勧告が、64世帯（109人）に避難指示が出された。15日10時の時点で確認されている死者は3名、負傷者は重軽傷含め94名。住宅被害は半壊3棟、一部破損50棟、床上・床下浸水298棟となっている。
なお大量の降雨が予測された時、事前に溜め池などの水量を減らしておき、その後溜め池や水田などに普段よりも多くの水が溜まるようにすることで大雨に備えるという方法で、河川の急激な増水や氾濫などを防止するといったことが可能であることが知られている。そしてこのような対策をとった結果、淡路島では2004年10月に襲来した台風23号と比べて、同じ10月に襲来した今回の台風19号の方が総雨量が多かったのにもかかわらず、今回の方が豪雨による被害が少なかった。

#### 交通
- 西日本旅客鉄道（JR西日本）は10月12日の段階で10月13日の京阪神区間を走る在来線の列車運行を、14時から段階的に本数を減らしたうえで、16時までで運行打ち切りとし、以後は普通・優等列車全ての運行を取りやめた。「風雨が規制値を超えた場合、乗客が車内に閉じこめられるのを避ける」という観点から、前日のうちに計画運休を決めた[15]。このことについてJR西日本では「利用者に迷惑をかけることが予想されたために早めに運休をすることを決めた合理的判断だった」と説明している。事前に運休告知したのは初めてである[16]。
- このほか四国旅客鉄道（JR四国）の瀬戸大橋線を含む管内全線[17]、東海旅客鉄道（JR東海）の在来線、近畿日本鉄道の愛知県・三重県地域の全線、名古屋鉄道の一部[18]などでも台風の襲来時間に応じて、運休をする処置を行った。

#### イベントへの影響

##### スポーツイベント
- 13日13時05分に号砲予定だった「第26回出雲全日本大学選抜駅伝競走」は、開催以来初めて中止となり、回数はそのままで2015年は27回で行われる[19]。
- 13日の14:00に京セラドーム大阪で開催が予定されていたパシフィック・リーグクライマックスシリーズファーストステージ第3戦は、14日（試合開始18:00）に順延された[20]。

##### 公営競技
- 地方競馬佐賀競馬は開催中止になり代替開催、場外発売も取りやめた[21]。
- 中央競馬京都競馬[22]、地方競馬高知競馬は開催を14日に順延[23]。
- 京都競馬自体では53年ぶりに台風で開催中止となった。前回は、第2室戸台風だった[24][25]。この日には京都大賞典等が組まれていたが翌日の火曜日に延期された。
- 前日投票やWIN5、15日の地方競馬IPATも取りやめになった[26][27]（地方競馬IPAT投票は14日の代替開催時に前倒し振り替えで実施）。
- 競艇SGのシリーズ第6戦として開催している全日本選手権競走の第61回常滑大会は10月14日が開幕日の予定だったがこの台風の影響で1日遅れで施行する。

##### その他
- 11日から13日までの3日間で開催予定だった「東京モーターフェス2014」は、12日の時点で3日目の全イベントの中止を決定し、12日までの2日間で全日程が終了した[28]。
- 12日に開催予定だった「第18回おおざいワッショイ」は、全イベントの中止を決定した。
- 13日に開催予定だった「開運!なんでも鑑定団 出張!なんでも鑑定団in神戸」が2015年1月18日(日)に延期された。ただし、これに伴う観覧者、お宝鑑定審査の再募集などは行われないが、延期当日に既に招待券を持っている観覧者が都合により見学できなくなる恐れがあることから、若干名ではあるが当日先着順による来場席を設置し、ノエビアスタジアム神戸で行われた。[29][30]
- 12日に予定されていた豊見城市の市長選挙も、台風の影響により投票日を19日に1週延期した。これに伴い選挙運動は投票前日の18日まで行えるようにした。ただし、期日前投票については当初予定通り11日で締め切りとした[31]
- 那覇市での体育の日前夜恒例「那覇大綱挽」が10月19日に延期されたり[32]、よさこい鳴子踊りの「大阪メチャハピー祭」も全面中止[33][34]となったほか、体育の日に当たる10月13日を含めた3連休に予定されていた多くのイベントが中止・延期（一部延期なしも）になったり、屋外で予定されていたものが屋内に規模を縮小して開催したものなどが存在する。[35]

### 台湾
10月10日、澎湖諸島で行政院科技部所属の海洋調査船海研5号が沈没し、乗員45名のうち2名が死亡、25名が負傷した。

### 韓国
10月13日、釜山広域市で広安大橋を走行中のトレーラーから強風によって空のコンテナが道路に落下、後続の車と衝突して1名が負傷。

## 行政の対応
内閣府の資料を基に作成する。

### 政府
10月11日、16:39に情報連絡室設置
10月14日、17:05に台風第19号に係る関係省庁災害対策会議を開催

### 防衛省
沖縄県関係
10月13日6:00、沖縄県知事から沖縄電力の人員及び機材の輸送要請
10月13日7:17、ヘリコプター（CH-47）機で沖縄電力の人員4名及び資器材を空輸
10月13日17:49、18:26、ヘリコプター（UH-60）機でNTTの人員7名及び資器材を空輸
10月13日、19:00時点、撤収要請

### 国土交通省
10月13日、緊急災害対策派遣隊（TEC-FORCE）を応急対策のため静岡県菊川市へのべ2人・日派遣
10月13〜14日、緊急災害対策派遣隊（TEC-FORCE）を応急対策のため静岡県静岡市へのべ2人・日派遣、またリエゾンを中部地方整備局より、4県7市町へのべ42人・日派遣